# Birtin (Hunyad megye)
Birtin románul: Birtin, falu Romániában, Erdélyben, Hunyad megyében.

## Fekvése
Körösbányától délnyugatra, Karasztó és Tataresd közt fekvő település.

## Története
Birtin, Bertényfalva egykor Zaránd vármegyéhez tartozott. Nevét 1439-ben  Bertenfalva néven említette először oklevél. Bertényfalva ekkor Világos várához tartozott. Később neve többféle formában is feltűnt, így 1808-ban Birtin, Birtú, 1913-ban Birtin  néven szerepelt az írásos forrásokban.
1891-ben a Pallas nagy lexikona írta Birtinről: „kisközség Hunyad vármegye körösbányai járásában, 485 oláh lakossal; 1891-ben itt arany- és ezüstbányát fedeztek fel, melyben az ér vastagsága 1 méternél több.”
A trianoni békeszerződés előtt Hunyad vármegye Körösbányai járásához tartozott.
1910-ben 815 lakosából 644 román, 81 magyar, 81 horvát volt. Ebből 681 görögkeleti ortodox, 112 római katolikus, 15 református volt.

## Nevezetességek
- 1690-ben épített ortodox fatemploma a romániai műemlékek jegyzékében a HD-II-m-A-03256 sorszámon szerepel.
- Sabin Isac 1900-ban épített háza (HD-II-a-B-03251).
- A falu 17–64. számú, fából épített házai szintén műemlékek (HD-II-a-B-03252).
- Gligor Minodora háza 1906-ból (HD-II-m-B-03253).
- Rus Ioan háza 1910-ből (HD-II-m-B-03254).
- Lucaci Carolina háza 1916-ból (HD-II-m-B-03255).